# Synaptothrips africanus
Synaptothrips africanus är en insektsart som först beskrevs av Dudley Moulton 1936.  Synaptothrips africanus ingår i släktet Synaptothrips och familjen smaltripsar. Inga underarter finns listade i Catalogue of Life.